# Novajidrány
Novajidrány is een plaats (község) en gemeente in het Hongaarse comitaat Borsod-Abaúj-Zemplén. Novajidrány telt 1462 inwoners (2001).